# Anton Shunin
Anton Vladimirovich Shunin (tiếng Nga: Антон Владимирович Шунин; sinh ngày 27 tháng 1 năm 1987) là một thủ môn bóng đá hiện tại thi đấu cho Dynamo Moskva.

## Sự nghiệp câu lạc bộ
Shunin là sản phẩm của lò đào tạo trẻ Dynamo Moskva. Anh có màn ra mắt đội một vào ngày 21 tháng 4 năm 2007 trong thắng lợi 2–1 trước Khimki.
Vào ngày 17 tháng 11 năm 2012, Shunin bị một cổ động viên ném pháo vào người trong trận gặp Zenit Sankt Peterburg tại giải bóng đá ngoại hạng Nga. Sau khi trận đấu được dừng lại, người ta xác nhận rằng Shunin đã bị bỏng giác mạc một bên.
Vào ngày 4 tháng 8 năm 2020, Shunin được người hâm mộ Dynamo bầu chọn là Cầu thủ xuất sắc nhất mùa giải 2019–20.

## Sự nghiệp quốc tế
Shunin ra măt đội tuyển quốc gia Nga vào ngày 27 tháng 8 năm 2007 trong trận giao hữu với Ba Lan.
Sau khoảng nghỉ 3 năm, anh lại được triệu tập vào đội tuyển quốc gia để thi đấu giao hữu với Bỉ vào ngày 17 tháng 11 năm 2010.
Anh có tên trong danh sách tham dự giải vô địch bóng đá châu Âu 2012 nhưng không được ra sân.
Sau 6 năm không được gọi lên tuyển, anh đã được điền tên vào danh sách tham dự các trận đấu với Thổ Nhĩ Kỳ và Cộng hòa Séc vào tháng 9 năm 2018. Nhưng phải đến tháng 11 năm 2019, Shunin mới lại ra sân cho đội tuyển khi bắt chính trận gặp San Marino tại vòng loại Euro 2020.

## Thống kê sự nghiệp

### Câu lạc bộ
Tính đến ngày 8 tháng 5 năm 2021
| Câu lạc bộ          | Mùa giải            | Giải vô địch        | Giải vô địch | Giải vô địch | Cúp  | Cúp | Châu lục | Châu lục | Tổng cộng | Tổng cộng |
| Câu lạc bộ          | Mùa giải            | Hạng đấu            | Trận         | Bàn          | Trận | Bàn | Trận     | Bàn      | Trận      | Bàn       |
| ------------------- | ------------------- | ------------------- | ------------ | ------------ | ---- | --- | -------- | -------- | --------- | --------- |
| Dynamo Moskva       | 2007                | Premier League      | 23           | 0            | 2    | 0   | –        | –        | 25        | 0         |
| Dynamo Moskva       | 2008                | Premier League      | 9            | 0            | 0    | 0   | –        | –        | 9         | 0         |
| Dynamo Moskva       | 2009                | Premier League      | 8            | 0            | 0    | 0   | 0        | 0        | 8         | 0         |
| Dynamo Moskva       | 2010                | Premier League      | 9            | 0            | 0    | 0   | –        | –        | 9         | 0         |
| Dynamo Moskva       | 2011–12             | Premier League      | 41           | 0            | 6    | 0   | –        | –        | 47        | 0         |
| Dynamo Moskva       | 2012–13             | Premier League      | 23           | 0            | 2    | 0   | 3        | 0        | 28        | 0         |
| Dynamo Moskva       | 2013–14             | Premier League      | 7            | 0            | 0    | 0   | –        | –        | 7         | 0         |
| Dynamo Moskva       | 2014–15             | Premier League      | 2            | 0            | 1    | 0   | 1        | 0        | 4         | 0         |
| Dynamo Moskva       | 2015–16             | Premier League      | 7            | 0            | 1    | 0   | –        | –        | 8         | 0         |
| Dynamo Moskva       | 2016–17             | National League     | 35           | 0            | 0    | 0   | –        | –        | 35        | 0         |
| Dynamo Moskva       | 2017–18             | Premier League      | 30           | 0            | 0    | 0   | –        | –        | 30        | 0         |
| Dynamo Moskva       | 2018–19             | Premier League      | 30           | 0            | 0    | 0   | –        | –        | 30        | 0         |
| Dynamo Moskva       | 2019–20             | Premier League      | 23           | -21          | 1    | -1  | –        | –        | 24        | -22       |
| Dynamo Moskva       | 2020–21             | Premier League      | 27           | -30          | 2    | -2  | 1        | -2       | 30        | -34       |
| Tổng cộng sự nghiệp | Tổng cộng sự nghiệp | Tổng cộng sự nghiệp | 274          | -282         | 15   | -22 | 5        | -7       | 294       | -311      |

### Đội tuyển quốc gia

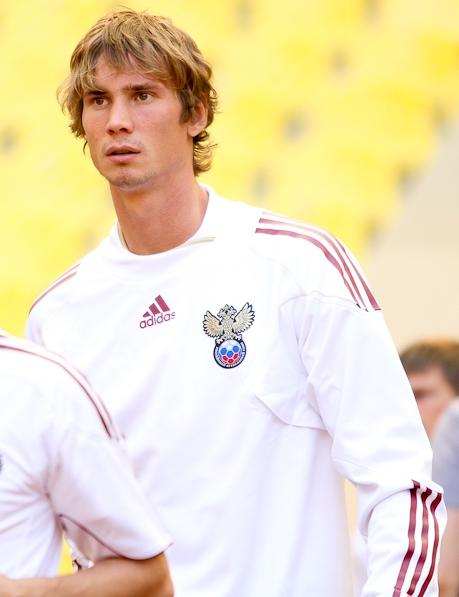
Shunin cùng với đội tuyển quốc gia Nga năm 2011.

Tính đến ngày 20 tháng 11 năm 2022
| Đội tuyển quốc gia | Năm       | Trận | Bàn |
| ------------------ | --------- | ---- | --- |
| Nga                | 2007      | 1    | 0   |
| Nga                | 2011      | 1    | 0   |
| Nga                | 2019      | 1    | 0   |
| Nga                | 2020      | 4    | 0   |
| Nga                | 2021      | 6    | 0   |
| Nga                | 2022      | 2    | 0   |
| Tổng cộng          | Tổng cộng | 15   | 0   |

## Danh hiệu
Dynamo Moskva
- Giải bóng đá Quốc gia Nga: 2016–17.
- Cúp Đại Tây Dương: 2015.[5]

Cá nhân
- Danh sách top 33 cầu thủ tại Giải bóng đá ngoại hạng Nga: 2011–12 (hạng 3) [6]

## Đời sống cá nhân
Anh có một con trai tên là Artemy với người vợ đầu tiên, Veronica. Vào tháng 7 năm 2018, Anton Shunin kết hôn với thiên thần Victoria's Secret, Kate Grigorieva.